# Webmaster
Webmaster é um profissional capaz de gerenciar as tarefas tanto de um web designer (elaboração do projeto estético e funcional de um website) quanto de um web developer (que faz a parte da programação, como sistemas de log-in, cadastro, área administrativa).
Um webmaster não necessariamente domina tecnologias de programação, desenvolvimento e plataformas CMS. Os responsáveis técnicos pelo layout e pelo sistema do sítio são em geral respectivamente o web designer e o web developer. O webmaster é a pessoa responsável por tomar as decisões quanto aos trabalhos específicos destes profissionais, bem como por assessorar o proprietário do website quanto a alterações e melhorias no mesmo.

## Funções (Exemplos)
1. Gerenciar ou mesmo fazer a manutenção de um site (atualizações e modificações de conteúdo já existente).
2. Definir regras para o cadastro do site em buscadores nacionais e internacionais.
3. Verificar com frequência se o site está em perfeito funcionamento.